# Twilight Syndrome
Twilight Syndrome (トワイライトシンドローム?, Towairaito Shindorōmu) è una serie di videogiochi survival horror creata da Gōichi Suda.
I primi due titoli della serie, Twilight Syndrome: Tansaku-hen (トワイライトシンドローム 探索編?) e Twilight Syndrome: Kyūmei-hen (トワイライトシンドローム 究明編?), pubblicati nel 1996 per PlayStation, costituiscono un unico episodio diviso in due parti.
Nel 1997 Human Entertainment produce lo spin-off Moonlight Syndrome sempre per PlayStation. Il seguito dei primi videogiochi verrà distribuito da Spike nel 2000 con il titolo Twilight Syndrome: Saikai (トワイライトシンドローム 再会?). La stessa azienda nel 2008 ha pubblicato Twilight Syndrome: Kinjiratera Toshi Densetsu (トワイライトシンドローム 禁じられた都市伝説?) per Nintendo DS, da cui è stato tratto il film di Mari Asato Twilight Syndrome: Dead Go Round.
La serie di videogiochi è citata in Danganronpa 2: Goodbye Despair della Spike Chunsoft in cui è presente l'immaginario arcade Twilight Syndrome Murder Case.